# Лэнгенкэмп, Хезер
Хезер Лэнгенкэмп (англ. Heather Langenkamp, родилась 17 июля 1964) — американская актриса и продюсер, получившая наибольшую известность благодаря роли Нэнси Томпсон в фильмах серии «Кошмар на улице Вязов».

## Биография
Хезер Лэнгенкэмп родилась 17 июля 1964 года в городе Талса, штат Оклахома в семье художницы Мэри Элис и нефтяного магната Доби Лэнгенкэмпа, который занимал должность помощника секретаря министра энергетики в администрации Картера и администрации Клинтона.
Сейчас актриса замужем за Дэвидом Лероем Андерсоном, от которого родила двух детей. Проживает в городе Малибу, штат Калифорния.

## Карьера в кино
Первую роль актриса получила в позднем подростковом возрасте, снимаясь в эпизоде фильма Фрэнсиса Форда Копполы «Изгои» (1983), снятый в её родном городе Талсе.
Пока она училась в Стэнфордском университете, Уэс Крэйвен пригласил её на роль Нэнси Томпсон в фильме «Кошмар на улице Вязов». В 1985 году она получила звание «Лучшая актриса» на фестивале в Авориазе за исполнение этой роли. Она также снялась в двух фильмах серии — «Кошмар на улице Вязов 3: Воины Сна» и «Новый кошмар Уэса Крейвена», сыграв в последнем фильме саму себя. Она играла Мэри Лаббок в телесериале «Только десять из нас» с 1988 по 1990 год.
Она и её муж, Дэвид Лерой Андерсон, работают в собственной фирме «AFX Studio», специализирующейся на создании специального грима. Среди кинолент, в которых была задействована их семейная компания, такие как «Рассвет мертвецов», «Нокдаун», «Фрост против Никсона», «Брюс Всемогущий», «Эван Всемогущий», «Ангелы и демоны» и др. Она также была исполнительным продюсером документальных фильмов «Больше никогда не спи: Наследие улицы Вязов» (2010) и «Я — Нэнси» (2011).

## Фильмография

### Актриса
| Год       |     | Русское название                      | Оригинальное название                           | Роль                              |
| --------- | --- | ------------------------------------- | ----------------------------------------------- | --------------------------------- |
| 1983      | ф   | Изгои                                 | The Outsiders                                   | безымянная роль                   |
| 1984      | тф  | Страсти                               | Passions                                        | Бет                               |
| 1984      | ф   | Кошмар на улице Вязов                 | A Nightmare on Elm Street                       | Нэнси Томпсон                     |
| 1984      | ф   | —                                     | Nickel Mountain                                 | Келли Уэллс                       |
| 1985      | тф  | —                                     | Suburban Beat                                   | Хоуп Шерман                       |
| 1986      | с   | CBS Особенные школьные каникулы       | CBS Schoolbreak Special                         | Эрика                             |
| 1986      | с   | ABC Специально после школы            | ABC Afterschool Specials                        | Пола Финкл                        |
| 1986      | с   | Сердце города                         | Heart of the City                               | Одри                              |
| 1987      | ф   | Кошмар на улице Вязов 3: Воины сна    | A Nightmare on Elm Street 3: Dream Warriors     | Нэнси Томпсон                     |
| 1987      | с   | Новые приключения Бинса Бакстера      | The New Adventures of Beans Baxter              | Трейси                            |
| 1987      | с   | Отель                                 | Hotel                                           | Моника                            |
| 1988—1990 | с   | 10 из нас                             | Just the Ten of Us                              | Мари Лаббок                       |
| 1988—1990 | с   | Проблемы роста                        | Growing Pains                                   | Эми Бутилье / Мари                |
| 1989      | ф   | Электрошок                            | Shocker                                         | жертва                            |
| 1990      | с   | TGIF                                  | TGIF                                            | Мари Лаббок                       |
| 1994      | тф  | —                                     | Tonya & Nancy: The Inside Story                 | Нэнси Керриган                    |
| 1994      | ф   | Кошмар на улице Вязов 7: Новый кошмар | A Nightmare On Elm Street Part 7: The Ascension | в роли самой себя / Нэнси Томпсон |
| 1995      | ф   | Разрушительница                       | The Demolitionist                               | Кристи Кэрратерс                  |
| 1997      | с   | Причуды науки                         | Perversions of Science                          | Лу Энн Соломон                    |
| 1999      | с   | —                                     | Partners                                        | Сюзанн                            |
| 2000      | с   | 18 колес правосудия                   | 18 Wheels of Justice                            | официантка                        |
| 2002      | с   | Военно-юридическая служба             | JAG                                             | Дженет Томпсон                    |
| 2007      | ф   | Ставка                                | The Bet                                         | в роли самой себя                 |
| 2012      | ф   | Комната бабочек                       | The Butterfly Room                              | Дороти                            |
| 2013      | ф   | Стартрек: Возмездие                   | Star Trek Into Darkness                         | Мото                              |
| 2014      | с   | Американская история ужасов: Фрик-шоу | American Horror Story: Freak Show               | домохозяйка / женщина из Тулузы   |
| 2015      | кор | —                                     | Vault of the Macabre II                         | рассказчик                        |
| 2015      | с   | Бухта                                 | The Bay                                         | Шэрон Монро                       |
| 2015      | кор | —                                     | Intruder                                        | Салли                             |
| 2016      | ф   | Дом                                   | Home                                            | Хизер                             |
| 2017      | кор | —                                     | The Sub                                         | Сенора Бэбкок                     |
| 2017      | тф  | Правда или действие                   | Truth or Dare                                   | взрослая Донна Бун                |
| 2018      | ф   | Восставший из ада 10: Приговор        | Hellraiser: Judgment                            | хозяйка съёмной квартиры          |
| 2019      | ф   | Портал                                | Portal                                          | Фиона                             |
| 2021      | мф  | My Little Pony: Новое поколение       | My Little Pony: A New Generation                | Дэззл Фэзер                       |
| 2022      | с   | Клуб полуночников                     | The Midnight Club                               | доктор Джорджина Стэнтон          |

### Гримёр
- 2004 — «Рассвет мертвецов» / Dawn of the Dead
- 2005 — «Нокдаун» / Cinderella Man
- 2007 — «Эван Всемогущий» / Evan Almighty
- 2007 — «Хижина в лесу» / The Cabin in the Woods

### Продюсер
- 2010 — «Больше никогда не спи: Наследие улицы Вязов» / Never Sleep Again: The Elm Street Legacy
- 2011 — «Я — Нэнси» / I am Nancy

### Режиссёр
- 2008 — «Пранк» / Prank